# الکساندر ولکوف (بازیکن فوتبال، زاده ۱۹۸۹)
الکساندر ولکوف (اوکراینی: Олександр Миколайович Волков؛ زادهٔ ۷ فوریهٔ ۱۹۸۹) بازیکن فوتبال اهل اوکراین است.
از باشگاه‌هایی که در آن بازی کرده‌است می‌توان به باشگاه فوتبال بلشیتا بابرویسک، باشگاه فوتبال زوریا لوهانسک، و باشگاه فوتبال دینامو کی‌یف اشاره کرد.
وی همچنین در تیم‌های ملی فوتبال Ukraine national under-16 football team و Ukraine national under-17 football team بازی کرده‌است.